# Zwiad Metreweli
Zwiad Metreweli (gruz. ზვიად მეტრეველი;ur. 30 maja 1986) – gruziński zapaśnik startujący w stylu wolnym. Piąty w Pucharze Świata w 2018 i siódmy w 2017 roku.